# Kristiania
Kristiania was van 1878 tot 1924 de naam van de Noorse hoofdstad Oslo.  Voordien, en meer bepaald sinds 1624, heette de stad Christiania, naar de koning Christiaan IV van Denemarken, die de oude stad Oslo na de stadsbrand van 1624 weer liet opbouwen op een plaats dichter bij Akershus. 
De Noorse wet van 11 juli 1924 noemde de hele stad opnieuw Oslo. Het oude stadsdeel, dat altijd Oslo was blijven heten, werd op dat moment herdoopt tot Gamlebyen (Oude Stad), nu behorend tot het stadsdeel Gamle Oslo (Oud-Oslo).